# Kubas historia

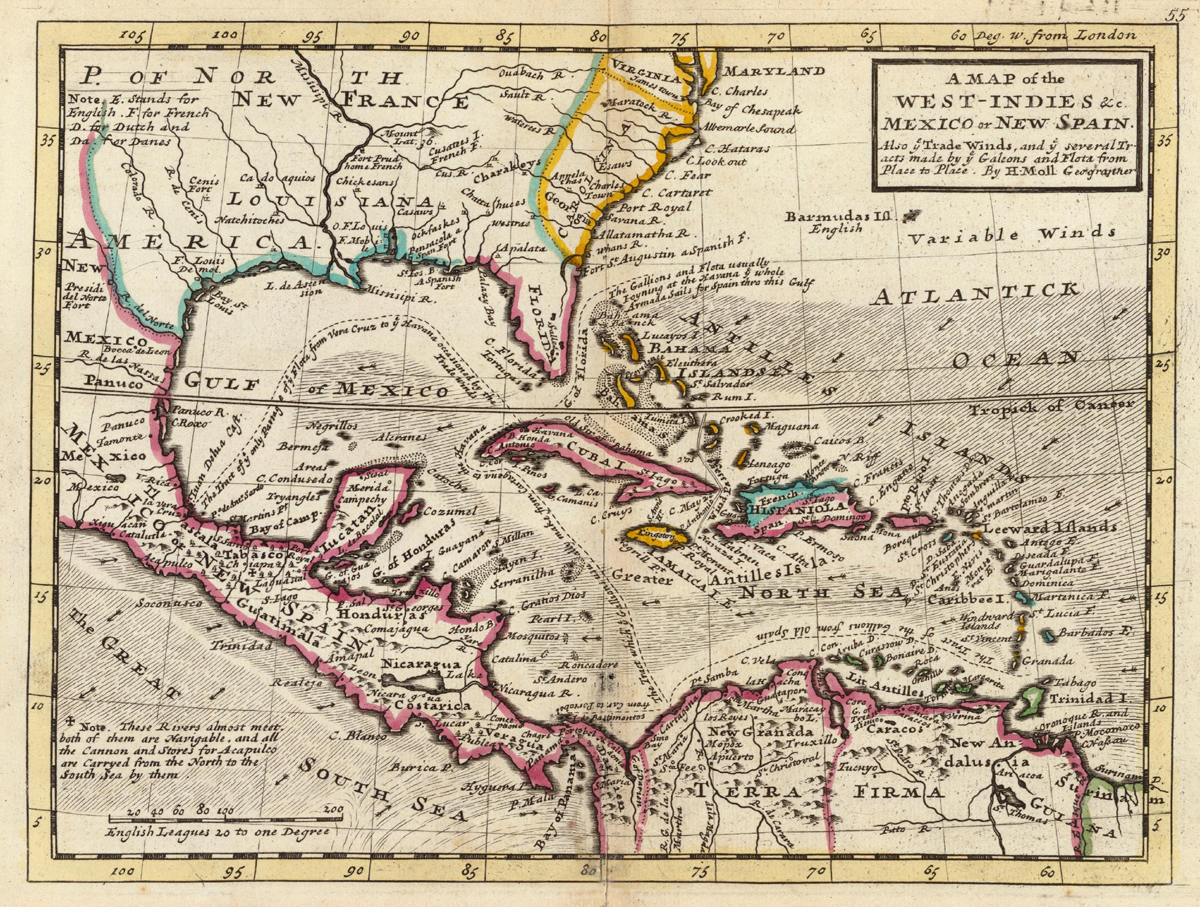
Karta över Västindien, Mexiko och "Nya Spanien" med Kuba i mitten ritad av Herman Moll år 1736.

Den här artikeln behandlar Kubas historia.

## Kolonialtiden
Den 27 oktober 1492 upptäckte Christopher Columbus Kuba, befolkat av indianer, och han kartlade öns nordöstra kust samma år. Den spanska erövringen som inleddes 1509 genomfördes snabbt och 1511 blev Kuba en spansk koloni vilket den förblev till självständigheten 1898, och tämligen omgående utplånades den indianska befolkningen. Befolkningen utgjordes därefter i första hand av spanjorer och andra europeiska invandrare. Som koloni började Kuba odla socker i stor skala, liksom tobak och kaffe, och ekonomin var uppbyggd på plantagejordbruk med slavar, vilka forslades in från Afrika. År 1515 grundades Havanna som blev ett spanskt fäste i Nya världen.
Motståndet mot kolonialismen blev påtagligt först vid tioårskriget 1868–1878 som slutade med avtal om ökat självstyre som kompromiss - ett avtal som Spanien inte infriade - och avskaffande av slaveriet. Vid detta krig utmärkte sig José Martí för första gången, och han var redan en folkhjälte när han 1895 förklarade nytt krig mot Spanien. Av handelsstrategiska skäl och i enlighet med Monroedoktrinen, gick USA med i kriget 1898, och därefter var det spansk-amerikanska kriget snart slut. Kriget hade kostat 250 000–350 000 kubaner livet (befolkningen hade uppgått till 1,5 miljoner). Fredsavtalen undertecknades i Paris samma år. Självständigheten blev dock först 1902 realitet eftersom USA behöll sin militär på ön, och då till priset av Platt Amendement som bland annat gav USA militär interventionsrätt och rätt att hysa en marinbas, Guantánamobasen, i Guantanamo. Amerikanska affärsmän sökte sig till Kuba, och inriktade jordbruket på socker varmed en monokultur uppstod; 1920 uppgick sockerexporten till 88,6% varmed landet blivit beroende av både USA:s handel, och av sockerproduktionen.

## Fulgencio Batista
När USA drabbades av en finanskris 1929, fick detta möjligen i ännu högre grad åverkan på den kubanska ekonomin, och den svåra ekonomiska depressionen ökade oppositionen mot presidenten Gerardo Machado. Han tvingades avgå 1933, och ersattes med amerikanskt gillande av en ny president, Carlos Manuel de Céspedes. Céspedes samröre med USA användes av Fulgenico Batista för att leda en militärkupp mot denne, vari Batista fick stöd av studenterna. Ramón Grau San Martin sattes som regeringschef och genomförde en rad sociala reformer, men Batista var landets egentlige ledare. Parallellt fanns en kommunistisk upprorsrörelse som ville driva en egen framtidslinje. Batista och San Martin slogs mot kommunisterna och blev motarbetade av USA, men med hot om amerikanskt anfall tvingades San Martin till landsflykt, och Batista till att byta politisk hållning mot USA.
1940 införde Batista en ny författning, varigenom allmänna val utlystes. Han vann därefter i presidentvalet, men under ytan fanns svåra problem, bland annat oförenlighet med kommunisterna och en svår korruption inom administrationen. I kampen mot kommunisterna ställde sig studentrörelsen på regeringens sida, och kommunisterna ställde sig på USA:s. Den 10 mars 1952 tog Batista makten i en oblodig statskupp, och anmäldes till konstitutionsdomstolen av en ung advokat, Fidel Castro. Efter att ha misslyckats att på laglig väg bli av med Batista, försökte Castro utföra en kupp mot en militäranläggning, vilket likaledes misslyckades. Han blev fängslad, och sade i den berömda rättegången: "Historien skall frikänna mig".
Batistas styre har betecknats som "ett välde av skurkar och banditer", framför allt eftersom Miamis gangstervärld i stor utsträckning sökte sig dit, och på grund av den omfattande bordellverksamheten. Styret efter 1952 präglades också av utbredd censur, terror och undantagstillstånd. Uppgifterna om Kubas BNP per capita före revolutionen varierar mellan cirka 1700 och 2700; i vilket fall tillhörde Kuba ett av de i särklass rikaste länderna i området. Sjukvården var för området utvecklad före revolutionen, med 1 000 invånare per läkare, förhållandevis låg spädbarnsdödlighet och fri sjukvård, men sjukhus fanns bara i städer och för människor på landsbygden var sjukvården i praktiken mycket bristfällig, dyr och geografiskt avlägsen.

## Fidel Castro
1955 uppstod en väpnad motståndsrörelse mot Batistas styre, i landets bergstrakter och skogsområden, vilken leddes av Fidel Castro som anlände till ön från Mexiko detta år sedan han frigivits efter en allmän amnesti. Samtidigt, 1957–1958, bröt USA sina vänskapsband med Batista samt slutade sistnämnda år exportera vapen till denne, för att sedan samma år igen stödja sittande regering. Kubanska revolutionen tog makten efter att Batista flytt landet i januari 1959, varmed Castro bildade regering med sina gerillasoldater. Omkring 700 Batista-trogna personer dömdes till döden och avrättades, och 110 präster från Romersk-katolska kyrkan utvisades.
Det var då okänt vilken ideologi som Castros regering skulle anamma. Visst var att Castro var antiamerikansk och politiskt vänster, men ända till 1961 var det både i östblocket och Vita huset oklart huruvida den nya regeringen på Kuba skulle bekänna sig till den marxistiska socialismen och därmed bli bundsförvant till Sovjetunionen, eller om den bara var nationalistisk-revolutionär. Ett skäl till tvivel på Castros socialism har varit att han till skillnad från praktiskt taget samtliga andra socialistiska stater, alltid vidhöll diplomatiska relationer med Franco i Spanien.
Som ansvarig för landets ekonomi, satte Castro Che Guevara. Själv var han fram till 1976 regeringschef, för att därefter bli president; i praktiken var han från 1959 Kubas odiskutable ledare och ansikte utåt. Till de första inrikespolitiska aktionerna som det nya styret vidtog, var 1959 när amerikansk egendom i landet konfiskerades, framför allt sockerplantage och 90% av gruvindustrin, ett företag som slutligen uppgick till en miljard amerikanska dollar. Men ersättningen till de drabbade drog ut på tiden. Att Kuba 1961 anslöt sig till Sovjetunionen brukar ibland förklaras med att USA i juli 1960 slutade köpa kubanskt socker som repressalie - Kubas största exportvara som enligt avtal med de amerikanska plantageägarna översteg världsmarknadspriserna med 50%. Sovjet grep i detta skede in och köpte upp sockerskörden och gav Kuba krediter. I december 1961 förklarade Castro att han anslöt sig till marxism-leninismen, ekonomin började styras med fyraårsplaner, jordbruket, industrin och all handel nationaliserades och Kuba blev en socialistisk enpartistat. Sovjetunionen blev ytterst viktig för landets ekonomiska överlevnad, då de vid USA:s handelsembargo mot Kuba 1962 övertog handeln med landet. Samma år utspelades den så kallade Kubakrisen efter att Sovjetunionen förlade strategiska robotar på ön i ett led av kalla kriget. Under Guevaras ekonomiska ledning, led landet svåra ekonomiska kriser, vilket han själv var öppenhjärtig om i intervjuer; Kubas ekonomiska tillväxt var under 1960-talet en av de lägsta i Latinamerika. Centralt i den castroska politiken var att skapa hombre nuevo, "den nya människan", en socialistiskt sinnad kollektivvarelse, oemottaglig för ekonomiska vinster som inte längre skulle vara samhällets drivkraft, och politiken gick ut på att i stället lösa produktionsproblem med estímulo moral, "moraliska stimuli". 1961, "utbildningens år", genomfördes en omfattande kamp mot analfabetismen, varigenom denna sjönk från 23,6% till 3,9% enligt tillgänglig statistik. Utbildning fram till universitetet blev gratis, och för universitetsstudier infördes stipendium. Människor skulle uppfostras till att känna ansvar för landets ekonomi genom medinflytande på sina arbetsplatser. 1971 hade regeringen dock kommit till slutsatsen att demokratiseringssträvandena måste kompletteras med en lag om arbetsplikt: att vara arbetsför men sakna arbete blev därmed olagligt. Som med all brottspåföljd på Kuba var straffet inriktat på "politisk omskolning". Många arbetslösa sattes i fängelse. Ett alternativ var att delta som soldat i Sovjet-stödda krig i Afrika.
Som en konsekvens av att Kuba var en enpartistat, förbjöds all opposition. Att bekämpa statens politik eller kommunistpartiet i handling blev straffbart, och övriga oliktänkande erbjöds att lämna landet, undantaget män i värnpliktig ålder, läkare och andra yrkesgrupper som landet led brist på. 1971 hade därför en halv miljon lämnat Kuba, men det året drogs möjligheten in att emigrera lagligt. Under mitten av 1960-talet uppgick enligt officiella kubanska siffror antalet politiska fångar till 25 000. Omkring hälften av landets läkare flyttade det första årtiondet, liksom nästan alla medicinprofessorer. 1980 hörsammade Castro Jimmy Carters uppmaning att låta de kubaner som vill få komma till USA. 125 000 kubaner anlände då med båt under kort tid till Miami, där den kubanska befolkningen redan uppgick till 600 000 personer. Sammanlagt har omkring 2 miljoner kubaner flytt sedan 1959, varav 75% bor i USA, av en befolkning på 10 miljoner.
Från revolutionen fram till östblockets sönderfall hade Kuba ett nära samarbete med de östeuropeiska länderna. Enligt USA:s utrikesdepartement uppgick det sovjetiska biståndet till Kuba år 1981 till 8 miljoner amerikanska dollar per dag, men den uppgiften har bestridits av Castro som menar att den siffran även inbegriper all handel. Att Kuba sedan brytningen med USA var fullständigt beroende av handeln med Sovjetunionen var dock ovedersägligt, liksom att de öppet tog emot vapen därifrån. Trots detta var Kuba alltjämt beroende av annat utländskt bistånd, framför allt från FN, och räknades som ett u-land. Kuba stödde flera väpnade socialistiska grupper, vilka gjorde motstånd mot kolonialismen, som FLN i Algeriet, Vietnam, Kongo, Venezuela och Bolivia, och var från första början (1961) medlem av tredje världens De alliansfria staternas organisation. 1966 bildades Tricontinentalrörelsen på Kuba som skulle verka för en världsomspännande revolution, och ungefär samtidigt bildades Latinamerikanska solidaritetsorganisationen i Havanna av samma skäl. I båda fallen var regeringen drivande kraft bakom. Efter Che Guevaras död tonades gerillastrategin ner, men ännu på 1980-talet var Kuba den största utländska krigsmakten i Afrika. 1980 hade Kuba enligt Castro 50 000 civila och militärer utomlands, däribland 1 500 läkare och över 100 000 soldater har dittills utomlands "genomfört internationalistiska uppdrag".
24 februari 1976 antogs en ny konstitution, och statsskicket genomgick stora förändringar. Semipresidentialismen ersattes av full presidentialism, varmed statschefen även blev regeringschef. I samband med detta samlades makten formellt hos Fidel Castro, som då blev president.
Det ekonomiska stödet från Sovjet försvann vid Sovjetunionens och östblockets upplösning 1991, vilket sammantaget med bland annat svår torka orsakade en kraftig ekonomisk nedgång och utrikespolitisk isolering. 1992 infördes direkta val till nationalförsamlingen men med kommunistpartiet som enda tillåtna parti.
En dotter till Castro lämnade Cuba 1993.
I februari 2008 meddelade Fidel Castro att han inte skulle ställa upp för fler omval och 24 februari valde nationalförsamlingen hans yngre bror Raúl Castro till ny president.

## Kuba sedan 2008
När general Raúl Castro år 2008 efterträdde sin äldre bror Fidel som statschef inleddes en gradvis uppluckring av den statsstyrda ekonomin, men de ekonomiska reformerna åtföljdes inte av någon politisk öppning. Partiet fortsatte att kontrollera i stort sett alla aspekter av kubanernas liv och oppositionen hölls i strama tyglar. Vid det historiska maktskiftet 2018, då den betydligt yngre vicepresidenten Miguel Díaz-Canel tog över efter Castro, föddes ett hopp om förändring på Kuba. Díaz-Canel har dock hållit fast vid Castros politik.

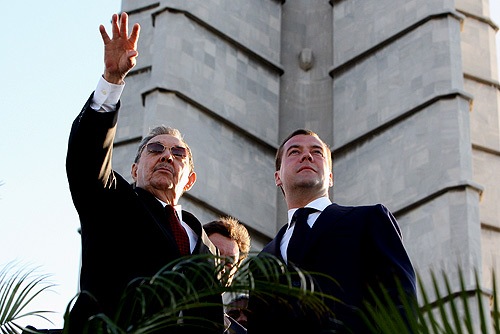
Raúl Castro och Dmitrij Medvedev i Havanna i november 2008.